# Трухан Микола Миколайович
Микола Трухан, повне ім'я Микола Миколайович Трухан (біл. Мікалай Мікалаевіч Трухан; *18 серпня 1947, Плещениці, Логойський район, Мінська область — †20 квітня 1999) — білоруський режисер, актор.

## Біографія
Закінчив Білоруський театрально-мистецький інститут у 1969 році, курс Д. Орлова, Вищі режисерські курси у театрі на Малій Бронній у Москві в 1980, клас О. Ефроса. В 1969—1971 роках актор Білоруського театру імені Якуба Коласа у Вітебську. Після служби в армії працював актором у Державному російському театрі Білорусі (1973), Краснояському ТЮГі (1973—1974), Білоруському республіканському театрі юного глядача (1975—1978). Серед найкращих робіт: Петро Бородін («Солов'їна ніч» В. Єжова, 1971) у театрі імені Якуба Коласа; Тригорин («Чайка» Антона Чехова, 1977) у театрі юного глядача.)
У 1980—1984 роках працював режисером-постановником у Гомельському обласному театрі (поставив «Королева Роспачі» за твором Володимира Короткевича, 1982; «Приймаки» Янки Купали, 1984), у 1985 році — в Могильовському обласному і Республіканському молодіжному, у 1986—1987 роках — у Брестському обласному театрі (поставив «Вечір» Олексія Дударова та «Потоп» («Дихайте економно!..») Андрія Макеєнка, 1987).
В 1987 році разом з Віталієм Барковським створив Мінський драматичний театр «Де-Я?», у 1992—1999 роках був його художнім керівником. Становлення театру «Де-Я?» пов'язане в основному із поверненням до білоруської драматичної спадщини. Репертуар складали твори білоруських письменників, оригінальні п'єси, створенні у театрі, а також найкращі твори всесвітньої літератури. Питання «Хто Я?», «Де Я?» пов'язані з національною свідомістю і філософією білоруського народу, — головні для художнього стилю театру М. М. Трухана.
Найкращими спектаклями стали «Розпач» за творами Володимира Короткевича (1989), «Рогніда» Н. Рапа (1990), «Чорт і Баба» Франтішека Олехновича (1992), «Гмжа» I. Кофти (1993), «Будівля» за «Страхи життя» і «Ціни» Олехновичем (1995), «Крути…» за Олехновичем (1996), «Розпад» за мотивами різних творів Вільяма Шекспіра (1997), «Барановий король» М. М. Трухана, «Мертві душі» за М. Гогалем (обидві в 1998 році). У 1995 році філософська «Будівля» зрежисирована Миколою Труханом отримала високу оцінку на представницькому міжнародному фестивалі у Единбурзі (Шотландія).